# Por todo lo alto (película)
Por todo lo alto, título original en francés En fanfare, es una película francesa de 2024 dirigida por Emmanuel Courcol. La película es una comedia dramática con guion original escrito por el propio director en colaboración con Irène Muscari, Oriane Bonduel, Marianne Tomersy y Khaled Amara. Protagonizada en sus papeles principales por Benjamin Lavernhe, Pierre Lottin y Sarah Suco, se presentó en un pase en el Festival de Cannes el 19 de mayo de 2024. Su estreno en cines en Francia se produjo el 27 de noviembre de 2024 y su estrenó en España, el 28 de marzo de 2025.

## Argumento
Thibaut Desormeaux es un reconocido director de orquesta que, tras surgirle una grave enfermedad, y necesitado de un trasplante de médula ósea, se entera de que fue adoptado por sus padres. Inicia entonces una búsqueda que le llevará a descubrir a Jimmy Lecocq, su hermano pequeño biológico y su gran esperanza para el trasplante. Jimmy vive modestamente en el norte de Francia: es empleado de una cafetería escolar y toca el trombón en la banda municipal de su pequeño pueblo. Ese amor y habilidad para la música es lo único que parece unir a los dos hermanos. Las circunstancias llevarán a Thibaut a dirigir la banda municipal y, al detectar las excepcionales habilidades musicales de su hermano, se propone reparar la injusticia del destino. Jimmy entonces comienza a soñar con otra vida.

## Reparto
- Benjamin Lavernhe, en el papel de Thibaut Desormeaux;
- Pierre Lottin, en el papel de Jimmy Lecocq;
- Sarah Suco, en el papel de Sabrina;
- Jacques Bonnaffé, como Gilbert Woszniak;
- Anne Loiret, como Claire;
- Clémence Massart-Weit, es Claudine.

## Producción
Como la música es parte fundamental de la historia, la banda sonora está formada por numerosas piezas que van del jazz (I Remember Clifford de Benny Golson) a la chanson (Emmenez-moi de Charles Aznavour) o la música clásica (el Bolero de Maurice Ravel y piezas de Mozart, Verdi, Beethoven o Debussy).
La música original fue compuesta por Michel Petrossian y registrada con la Orchestre National d'Ile de France y la Harmoie des mineurs de Laillang, pequeña banda municipal del norte de Francia como la que representa en el filme. 

## Premios y nominaciones
| Año  | Premio                                               | Categoría                       | Nominado                         | Resultado |
| ---- | ---------------------------------------------------- | ------------------------------- | -------------------------------- | --------- |
| 2024 | Festival Internacional de Cine de San Sebastián      | Premio del Público              | Por todo lo alto                 | Ganador   |
| 2024 | Festival Internacional de Cinema de Comèdia de Begur | Corall d'Or a la mejor película | Por todo lo alto                 | Ganador   |
| 2025 | Premios César                                        | Mejor actor                     | Benjamin Lavernhe                | Nominado  |
| 2025 | Premios César                                        | Mejor actriz secundaria         | Sarah Suco                       | Nominada  |
| 2025 | Premios César                                        | Mejor revelación masculina      | Pierre Lottin                    | Nominado  |
| 2025 | Premios César                                        | Mejor guion original            | Emmanuel Courcol e Irène Muscari | Nominados |
| 2025 | Premios César                                        | Mejor sonido                    | Niels Barletta y Pascal Armant   | Nominados |
| 2025 | Premios César                                        | Mejor montaje                   | Guerric Catala                   | Nominado  |
| 2025 | Premios César                                        | Mejor película                  | Por todo lo alto                 | Nominada  |

## Recepción
Las críticas periodísticas tras el estreno de la película en España fueron muy positivas:
- Carlos Boyero en El País afirmó «un filme bonito, con personajes entendibles, interpretaciones sólidas y gente con reacciones identificables. A ratos previsible, pero nunca utilizando fórmulas baratas».[9]
- Beatriz Martínez afirmó en Fotogramas «se aleja de las llamadas 'fórmulas de éxito' proponiendo una historia tan humana como sensible, pero nunca sensiblera, y que siempre elude los recursos facilones con los que se suelen construir buena parte de estas películas. (...) una película repleta de dignidad y valores que encoge por dentro sin necesidad de recurrir a la lágrima fácil».[10]
- Luis Martínez dijo en El Mundo «es un bonito ejemplo para bien de cine popular. Y lo es por su facilidad y deseo de crear comunidad, de hacer que el espectador no se limite a escuchar, sino que, de alguna manera, él también es escuchado. (...) en manos de dos actores tan brillantes como Benjamin Lavernhe y, sobre todo, Pierre Lottin pronto adquiere el tamaño de lo tierno, lo emotivo, lo divertido y, dado el caso, hasta lo inolvidable».[11]

En la web Filmaffinity la película recibió un 6,8 sobre 10; en IMDb esa media subió a 7,4. 